# Gribowski G-29
Die Gribowski G-29 (russisch Грибовский Г-29) war ein Lastensegler des sowjetischen Flugzeugkonstrukteurs Wladimir Konstantinowitsch Gribowski, den er während seiner Zeit im OKB-28 konstruierte. Nach der Produktion der ersten 10 Segler (Ende 1941) wurde die Bezeichnung in Gribowski G-11 geändert, weil damit 11 Soldaten transportiert wurden (plus ein Pilot).

## Entwicklung
Der elfsitzige, fast vollständig aus Holz hergestellte Schulterdecker besaß ein unverkleidetes Fahrwerk und ein geschlossenes Cockpit. Zur Landung konnte jedoch auch eine Landekufe verwendet werden, in diesem Fall konnte das Fahrwerk nach hinten geklappt werden. Metall wurde nur an besonders belasteten Stellen eingesetzt. Das Flugzeug ging auf eine Forderung nach einem Lastensegler zurück, die nach Beginn des Großen Vaterländischen Krieges gestellt worden war.
Der Entwicklungsauftrag wurde am 7. Juli 1941 erteilt, die ersten Zeichnungen bereits am 11. Juli abgeliefert. Schon im August war der erste Prototyp im Wesentlichen fertiggestellt. Am 1. September 1941 erfolgte der Erstflug der Maschine. Sie zeigte ausreichende Flugeigenschaften, jedoch war die Schwerpunktlage im leeren Zustand kritisch. Daraufhin wurde die Tragflächenposition etwas nach vorne verschoben. Des Weiteren kam es zu Resonanzen im Heckbereich, die ebenfalls eine konstruktive Änderung erforderlich machten. Die Flugtests wurden am 28. September abgeschlossen, und eine Serienfertigung des als G-11 bezeichneten Flugzeuges begann. Sie dauerte bis Juni 1942 an, als die Produktion nach 308 Maschinen gestoppt wurde, weil keine ausreichende Zahl von Schleppflugzeugen und Lastensegelpiloten zur Verfügung stand. Die Lagerung der hölzernen Maschine war ebenfalls schlecht möglich. Daraufhin erhielt Gribowski den Auftrag, eine zweimotorige Variante der G-29, die Gribowski G-30, zu entwickeln.
Die Fertigung wurde Ende 1943 in Rjasan erneut aufgenommen. Die ersten Maschinen aus dortiger Fertigung flogen im März 1944. Während der Fertigung wurden einige Änderungen an der Maschine vorgenommen. Die Ladetür wurde vergrößert, dafür entfiel die Tür auf der rechten Seite. Die Maschinen erhielten in diesem Baulos ein Doppelsteuer und strukturelle Verstärkungen. Der Typ bekam die Bezeichnung G-11U. Die Fertigung wurde nach Kriegsende Mitte 1945 zunächst eingestellt, später im Jahr jedoch wieder aufgenommen, und dauerte bis 1948 an.
Der Typ wurde speziell für die Versorgung von Partisanen eingesetzt und zeichnete sich durch seine Zuverlässigkeit und einfache Handhabung aus.

## Technische Daten
| Kenngröße             | Daten           |
| --------------------- | --------------- |
| Länge                 | 10,84 m         |
| Spannweite            | 18,00 m         |
| Flügelfläche          | 30,00 m²        |
| Flügelstreckung       | 10,8            |
| Leermasse             | 1200 kg         |
| Startmasse            | maximal 2400 kg |
| Gleitgeschwindigkeit  | 146 km/h        |
| Höchstgeschwindigkeit | 280 km/h        |
| Kapazität             | 11 Personen     |